# Hypena aenescens
Hypena aenescens là một loài bướm đêm trong họ Erebidae.